# Romanzo picaresco

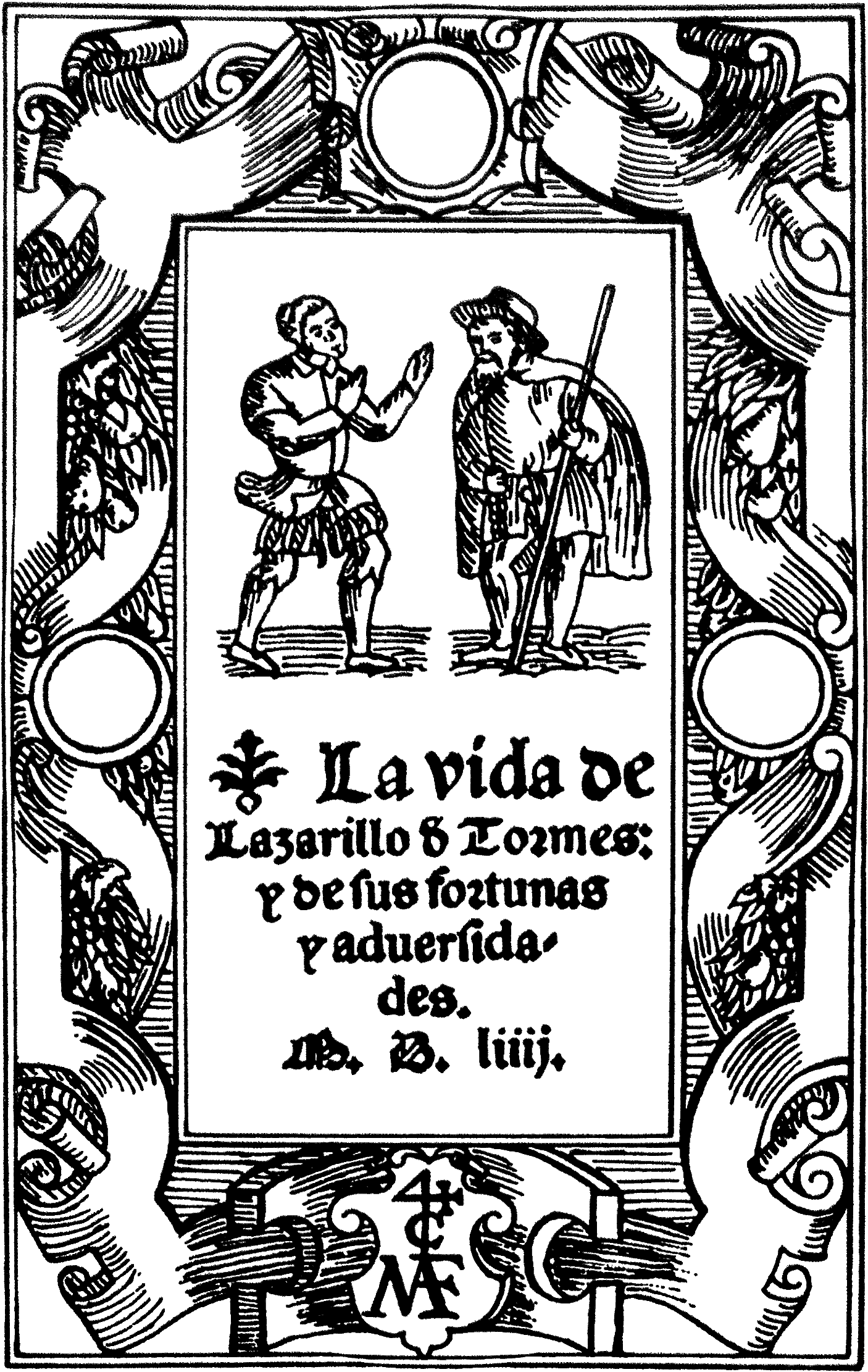
Frontespizio di Lazarillo de Tormes (1554), considerato l'iniziatore del genere

Con romanzo picaresco (dallo spagnolo pícaro, briccone, furfante, che compare per la prima volta nella Farsa salamantina di Bartolomé Palau come picaro matriculado), si identifica generalmente una narrazione apparentemente autobiografica, fatta in prima persona e in cui il fittizio protagonista descrive le proprie avventure dalla nascita alla maturità. L'eroe è una persona di bassa estrazione sociale, generalmente un orfano nato da genitori ignoti e abbandonato a se stesso in un mondo ostile.
L'iniziazione alla società è caratterizzata da un fatto sfortunato, che dà l'avvio a una serie di peripezie e di viaggi durante i quali il protagonista si imbatte in persone di varia estrazione sociale. Per sopravvivere è costretto a compiere azioni riprovevoli, come rubare, prostituirsi, uccidere, ma venire a compromessi con un mondo che è esso stesso spietato e crudele non pregiudica l'intrinseca bontà del personaggio, che alla fine è spesso premiata col successo.
Nel romanzo picaresco si è voluto prediligere il punto di vista della nascente borghesia, da un lato per la ricerca del successo da parte di un personaggio di umili origini, dall'altro per il declino dell'ideale cavalleresco-aristocratico per il quale Dio è garante di un'immutabile armonia sociale, contro l'individualismo del capitalismo in ascesa.

## Origini

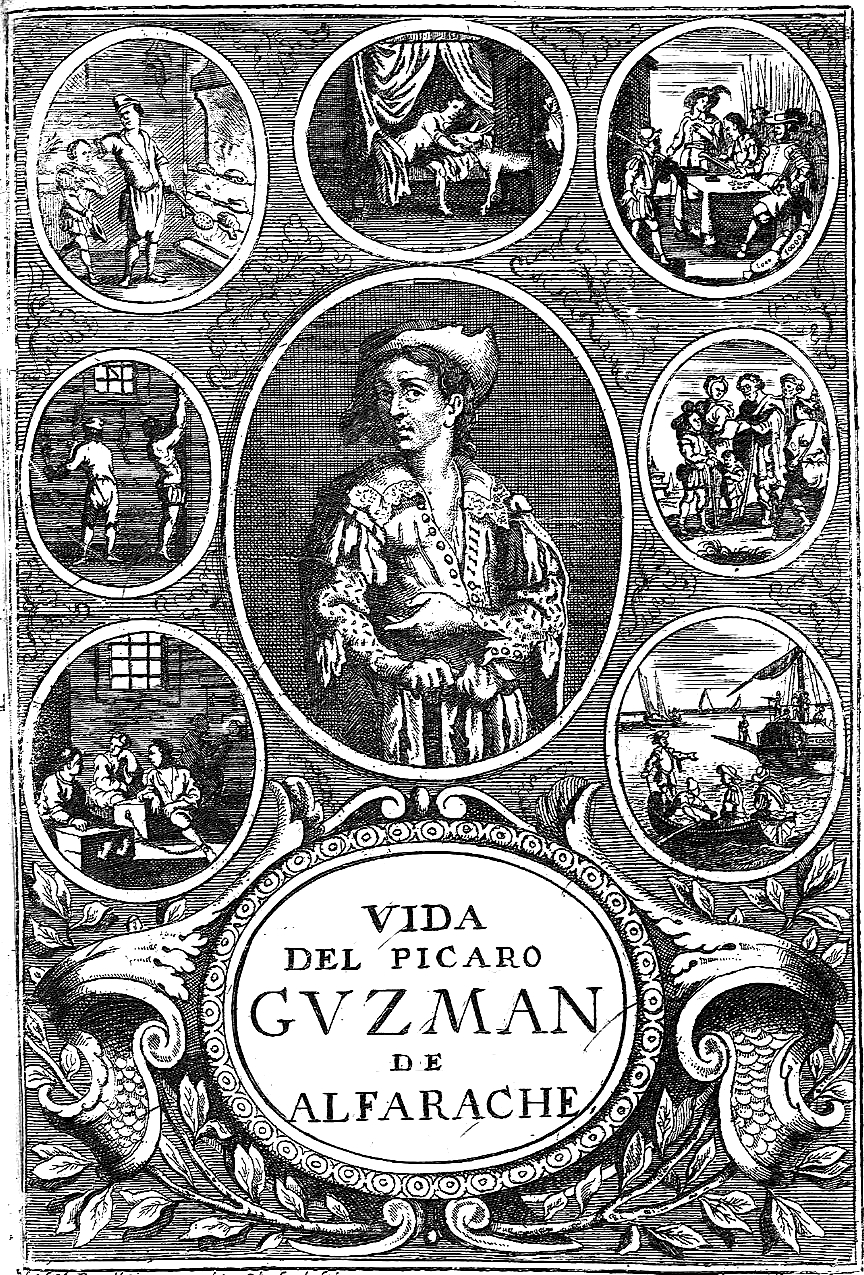
Frontespizio di Guzmán de Alfarache (Vida y hechos del pícaro Guzmán de Alfarache, atalaya de la vida humana), da un'edizione congiunta delle due parti del testo, pubblicata nel 1681 ad Anversa da Hieronymus Verdussen III.

Per quanto sia possibile individuare alcune caratteristiche comuni, stabilire un modello a tutto tondo di romanzo picaresco (il termine stesso è stato definito recentemente) è tutt'altro che facile a causa delle differenze storico-geografiche tra i differenti paesi in cui esso fiorì (si pensi al divario tra Spagna e Inghilterra) e il lungo periodo di oltre due secoli (XVI- XVIII) che intercorre tra le prime opere e quelle più mature.
Le origini del romanzo picaresco sono spagnole. La prima novela ascrivibile al genere in questione, apparve in forma anonima nelle prime edizioni conosciute ad Alcalá, Burgos, Medina del Campo e Anversa sotto il titolo di Lazarillo de Tormes (1554), seguito dal Guzmán de Alfarache di Alemán (1599-1604). In seguito al successo di queste prime opere, in Spagna videro la luce numerosi altri romanzi sullo stesso tema tra il 1600 e il 1646, periodo in cui compare la grande opera che segna la nascita del romanzo moderno europeo: il Don Chisciotte della Mancia di Miguel de Cervantes (1605).

## Espansione in Europa
La voga del picaresco si diffuse, fin dagli ultimi anni del Millecinquecento, al resto dell'Europa: il primo esempio di romanzo picaresco fuori dai confini spagnoli è Il viaggiatore sfortunato (The Unfortunate Traveller) di Thomas Nashe, pubblicato già nel 1594 e forse influenzato dal Lazarillo de Tormes; successivamente, nel 1668 vide le stampe in Germania il libro L'avventuroso Simplicissimus di Grimmelshausen, seguito dalla Storia di Gil Blas di Santillana di Lesage in Francia (1715, 1724, 1735). In Inghilterra, Il viaggiatore sfortunato, cui si è fatto accenno, si incentra sulla vita e sui viaggi di un paggio alla corte di re Enrico VIII: qui si mescolano elementi tipicamente picareschi (ma taluni autori hanno messo in dubbio eventuali contatti tra Nashe e la letteratura spagnola del tempo) ad altri più vicini al romanzo cavalleresco o ai moduli del romance.
Bisogna aspettare più di ottant'anni per trovare il successo inaspettato di John Bunyan (The Pilgrim's Progress, 1678), che, tra l'altro, non era nemmeno consapevole di scrivere un romanzo picaresco ma piuttosto una morality medievale. Il genere novel verrà infine fissato con la pubblicazione di Robinson Crusoe (1719), Il colonnello Jack e Fortune e sfortune della famosa Moll Flanders (pubblicati entrambi nel 1722) da parte di Daniel Defoe (lui stesso un commerciante di stoffe finito in miseria). I due romanzi coronarono il successo dell'autore, anche se a esso dovette contribuire il fatto che Defoe era ormai giornalista e spia del governo: è quindi verosimile che poté trarre ispirazione da fatti di cronaca nera veramente accaduti nei più malfamati quartieri della Londra di allora.

## Il picaresco spagnolo e inglese

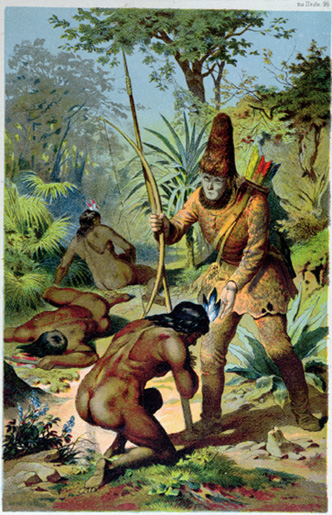
Robinson Crusoe e Venerdì.

Moll Flanders, abbandonata dalla madre, nasce in prigione e per sopravvivere è costretta a diventare ladra e prostituta. Rischia la pena di morte per poi finire deportata in America. Nonostante le sue malefatte, i suoi tormenti cessano definitivamente con il raggiungimento della ricchezza: Moll è dopotutto il simbolo della grande Londra mercantile in espansione, in cui la mobilità sociale consente a chi è dotato di un pizzico di scaltrezza di avere successo.
La situazione sociale inglese è evidentemente molto differente da quella dipinta dai romanzi spagnoli, dove ancora l'ottica mercantile caratteristica dei paesi protestanti puritani fa fatica ad affermarsi: i personaggi appaiono meno inclini a compromessi morali. Ma i misfatti di Moll al pari di quelli di tanti altri sono determinati più dalla drammatica necessità di sopravvivere che dalla libera rinuncia a un codice etico. Caratteristica costante del picaresco è l'impossibilità da parte dell'eroe di cambiare la società, un determinismo che può sembrare cinico ma che costituirà la componente fondamentale in autori come Émile Zola e di Giovanni Verga, figli (o vittime) della Rivoluzione industriale.
All'eroe spagnolo che aspira al successo è comunque riservata una sorte più amara: il benessere deve essere compatibile con la morale cattolica, altrimenti si risolve in tragedia e fallimento, spia forse di un mondo molto più legato agli ideali di un feudalesimo castigliano che fatica a scuotersi dal suo immobilismo sociale.

## Cause sociali
Nel romanzo picaresco emerge spesso un contrasto stridente tra gli strati ricchi, che predicano il bene ma in realtà restano impuniti delle loro malefatte solo in virtù dei loro privilegi, e i poveri, che pagano per tutti (e come non pensare alla condizione di semi-schiavitù a cui erano condannati i contadini fino ad allora). Un modello tra l'altro esportato dagli spagnoli con conseguenze altrettanto drammatiche nelle haciendas sudamericane.

## Lo stile picaresco

### Il tono semiserio
Abbiamo qui la prima forma narrativa che rompe con le convenzioni letterarie legate alla vecchia teoria dei generi (Aristotele, Poetica), secondo la quale ad ognuno era assegnato un livello: alto per la tragedia e l'epica, basso per la commedia. Il romanzo ammette volentieri una certa promiscuità di toni: non solo gli episodi comici si alternano ad altri tragici o eroici, caratteristica già visibile nel teatro elisabettiano, ma si afferma altresì uno stile misto vero e proprio, burlesco (in cui eventi apparentemente seri sono messi alla berlina) o eroicomico (in cui situazioni comiche e assurde sono presentate in uno stile epico).
Il contrasto insanabile tra stile e contenuto è responsabile dell'effetto irresistibilmente satirico: ne vedremo uno strascico spassoso nelle avventure più assurde del Beppo di Lord George Gordon Byron, ma ancora prima nei romanzi settecenteschi inglesi di autori dalla vena caustica come Jonathan Swift (I viaggi di Gulliver) o più divertita del Tom Jones di Henry Fielding, autore tra l'altro di una irresistibile parodia, Shamela (sham + Pamela = imbroglioncella, truffarella!) ai danni dell'edificante e moralistico Pamela di Samuel Richardson.

### L'autobiografismo
L'autobiografismo è la chiave di volta che determina il successo del romanzo picaresco: nel Cinquecento si erano diffuse infatti "cronache di viaggio" da paesi lontani come l'America narrate in prima persona e lette con avidità come fatti veri. Il narratore del romanzo che dice "io" eredita lo stesso stratagemma che aveva riscosso tanto successo solo qualche anno prima. Nel romanzo picaresco l'io narratore consente però all'autore anche di non farsi carico di eventuali affermazioni "scomode" (come la denuncia sociale), a maggior ragione in quanto la forma diaristica comporta l'adozione di un punto di vista soggettivo.
L'uso di una lente deformante non ci trasmette necessariamente la realtà, ma ci dà il punto di vista del protagonista, per esempio nelle deformazioni visionarie di Gulliver, che vede popoli fantastici di nani e giganti. Se da un lato questa tecnica concede all'autore maggiore libertà di satira, crea però un'ambiguità di fondo che spesso non consente di identificare il pensiero dell'autore. L'autobiografismo non è dunque autobiografia, così come un politico che appare come cameo in un film non recita sé stesso, ma un personaggio del copione.

## La crisi della società feudale
Il romanzo picaresco non segna il momento preciso in cui venne smantellata la società medievale. Al contrario, si tratta di un lungo processo di incubazione che parte dall'età comunale e si protrae fino a tempi relativamente recenti. Nel medioevo esistevano tre classi fondamentali: l'aristocrazia guerriera, il clero, i contadini, ciascuna facente capo a delle famiglie precise, vere e proprie caste dalle quali non si usciva. Ma con l'apertura verso il contado, e il fiorire dei borghi, una parte dei servi della gleba si affranca attraverso i commerci, creando di fatto una classe media che rivendica i suoi diritti e una propria etica, negando che la nobiltà sia determinata dalla nascita.
Dallo stilnovismo in poi i poemi cavallereschi spostano il centro dell'attenzione dai fatti militari agli intrecci amorosi, fatto aiutato dalla crescita del pubblico femminile, fino ad arrivare con l'Orlando furioso a concentrare nelle avventure galanti il vero interesse del lettore. In Cervantes la satira si fa esplicita: il protagonista, che si improvvisa cavaliere errante spera di salvare una mitica principessa chiusa in un castello incantato, ma in realtà si scaglia contro una piccola locanda. La proverbiale carica contro i mulini a vento evoca un riso amaro, per l'insistenza del nobilotto di non volere accettare l'evidenza di una realtà sociale ormai tramontata.

## Fortuna del romanzo picaresco
Probabilmente senza il romanzo picaresco non ci sarebbe stato il romanzo nella sua forma moderna. L'individualismo rinascimentale dell'uomo che crede solo in sé stesso pone le basi per la nascita del picaro, eroe solitario venuto dal nulla come il Doctor Faustus di Christopher Marlowe. Dopo l'espansione del picaresco, il romanzo va via via ramificandosi in diverse correnti o tendenze: nascono i racconti dell'orrore nella seconda metà del Settecento, mentre l'Ottocento vede la nascita del romanzo storico, del thriller, del romanzo positivista fino agli innumerevoli filoni sperimentali del Novecento. Dopo la ribellione romantica, la satira cede la sua verve di fronte alla visione generalmente più accomodante del "compromesso vittoriano".

## Opere
- Mateo Alemán, La vita del furfante (1599 -1604), Valentino Bompiani, Anno XX, Milano 1942.
- AA.VV. An Anthology of Elisabethan Prose Fiction. Oxford, OUP, 1987.
- Fielding, H. Shamela. Penguin, 1999.
- Henry Fielding Tom Jones, Garzanti, Milano 1997.
- Richardson, S. Pamela. Penguin, 1980.
- Defoe, D. Robinson Crusoe. Wordsworth Classics, 1993
- Moll Flanders, Penguin, 1978.

### Opere
- Don Chisciotte della Mancia, il primo romanzo moderno europeo

### Biografie
- Miguel de Cervantes, biografia dell'autore di Don Chisciotte

### Storia letteraria
- Poema eroicomico, nato dalla fusione del registro eroico con quello comico
- Letteratura spagnola, panorama della storia letteraria spagnola
- Letteratura ispanica, panorama della storia letteraria dei paesi di lingua spagnola

### Adattamenti cinematografici
- I picari (1987), film di Mario Monicelli, adattamento di "Lazarillo de Tormes".

### Adattamenti cinematografici di storie di genere picaresco
- L'armata Brancaleone (1966), film di Mario Monicelli sul soggetto di Don Chisciotte della Mancia.
- Brancaleone alle crociate (1970), film di Monicelli seguito del primo.